# 海軍工作学校
海軍工作学校（かいぐんこうさくがっこう）は、大日本帝国海軍の工作術（船匠・鍛冶・溶接・潜水作業）、ダメージコントロール、築城術・設営術、航空機整備術の技官や職工を養成する教育機関（軍学校）である。海軍機関学校を卒業した機関科将校の高等教育・研究・実験を推進する普通科・高等科、さらなる研究を推進する特修科、准士官・下士官・兵を教育する専攻科を設置し、技術者として必要な機械工学や修造技術の教育、技能者として必要な技量と経験の習得を図った。

## 概要と沿革
従来の艦船修造技術は、工機学校で「船匠術」の名で教育が推進されていた。1930年代より、溶接技術や水中潜水作業術などの新しい分野が開拓され、潜水艦や航空機などの新兵器が急成長したため、これらの修造技術も必要となった。また戦闘中の応急処置の必要性も考慮されるようになり、従来の船匠術だけでは対応できなくなりつつあった。そこで新分野を含めた「工作術」へと変容していく。
さらに日中戦争（日華事変）の勃発により、陸軍工兵隊の得意分野である港湾や飛行場、さらには要塞・砲台などの設営術・築城術も独自に習得する必要性を増した。これらは1941年（昭和16年）4月より、従来の海軍建築局を拡張した海軍施設本部の設立と特設設営隊の編制で対応したが、人員の養成が急務となっていた。
太平洋戦争開戦のための出師準備中に、これら工作術の要員確保が問題となった。工機学校では本務である機関術要員の大量養成に追われ、工作術要員の養成環境が整わなかった。そこで工作術専門の教育機関を増設し、工機学校では機関術要員の養成に専念することになった。そこで1941年4月1日、神奈川県横須賀市久里浜に海軍工作学校を開き、工作術教育を始めた。
工作学校はその任務の性格上、目立った戦果を挙げてはいないが、特修科では特攻潜水兵器の研究開発が行われていた。その成果として知られるのが、特殊潜航艇「海龍」である。
1943年（昭和18年）末より、連合軍の反攻が激化し、最前線では空襲被害が続出した。防御のための築城術、反撃のための航空機整備術のいっそうの拡大・強化が望まれた。これらも工機学校で教育が推進されたが、大幅な増員に対応できない状況に陥った。そこで静岡県沼津市（実際は駿東郡清水町）に築城術・航空機整備術の学校を増設し、工機学校から分離することとなった。1944年（昭和19年）6月1日、久里浜の工作学校とは任務を異にする沼津海軍工作学校が開かれ、本校も横須賀海軍工作学校に改名した。
1945年（昭和20年）夏には、本土決戦を念頭に置いた決戦体制への変更が望まれた。各種術科学校には、7月15日までに学生・練習生の繰り上げ修了、実施部隊への派遣を命ずる通達が出された。これを受けて、沼津工作学校は期日までに繰り上げ修了を実施し、閉校した。一方、横須賀工作学校での教育は続行され、終戦後の10月をもって閉校となった。跡地は戦後、横須賀市に移管され市立工業高校・商業高校（現・市立横須賀総合高校）、明浜小学校、南図書館、久里浜公園などが建設された。一方、沼津工作学校の跡地はほとんどが民間に払い下げられた。
飛行機整備科の試験日が最も早かったという。

## 歴代校長

### 横須賀工作学校長
- 和住篤太郎 少将：1941年4月1日 -
- 鈴木久武 少将：1941年11月5日 -
- 朝隈彦吉 予備役中将：1941年12月15日 -
- 和住篤太郎 少将：1943年3月15日 -
- 美原泰三 少将：1944年2月15日 - 1945年10月15日閉校

### 沼津工作学校長
- 青木正雄 少将：1944年6月1日 -
- 梅林正義 少将：1944年10月1日 - 1945年7月15日閉校

## 脚註
1. ↑  “生死の境、３度経験　元整備兵の証言”. 時事ドットコム